# Choi Kwang
Pour les articles homonymes, voir Choi.
Dans ce nom coréen, le nom de famille, Choi, précède le nom personnel.
Choi Kwang née en 17 juillet 1918, mort le 21 février 1997, est un officier supérieur et homme politique nord-coréen. Chef d'état-major de l'Armée populaire de Corée, il est également Ministre des Forces armées populaires entre 1995 et 1997. Il meurt d'une attaque cardiaque le 21 février 1997.
Il est l'un des trois seuls officiers des forces armées nord-coréennes à avoir atteint le rang de Wonsu avec le titre de « Maréchal de l'Armée populaire de Corée ».

### Sources et bibliographie
- (en) Cet article est partiellement ou en totalité issu de l’article de Wikipédia en anglais intitulé « Choi Kwang » (voir la liste des auteurs).
- Yonhap, Who's who, North Korea, p. 787-812 dans (en) Yonhap News Agency, Korea Annual 2004, Séoul, 2004 (ISBN 89-7433-070-9)